# Darkstalkers
Darkstalkers, conocido en Japón como Vampire (ヴ ァ ン パ イ ア, Vanpaia ), es una serie de juegos de lucha 2D desarrollados y publicados por Capcom, comenzando con Darkstalkers: The Night Warriors (Vampire: The Night Warrior) en 1994. La serie está ambientada en un pastiche universo de terror gótico y presenta un estilo gráfico de dibujos animados muy estilizado. Cuenta con personajes basados en varios tipos de monstruos (los titulares "Darkstalkers") o sus cazadores, que están participando en combates entre sí. Darkstalkers introdujo muchos de los conceptos utilizados en los juegos de lucha posteriores de Capcom, incluido su primer uso de sprites de animación en color de 16 bits y mecánicas de juego que se emplearon más tarde en las series Street Fighter Alpha y Marvel vs Capcom.

## Producción
Darkstalkers fue el primer videojuego de lucha de Capcom hecho exclusivamente para el sistema de hardware CPS-2, como un opuesto al porte, tal como Super Street Fighter II. Fue el mayor salto en cuanto a jugabilidad e innovación de gráficos que Capcom ha hecho en videojuegos de lucha desde Street Fighter II. Incluye una animación muy fluida, movimientos especiales normales y exóticos, una variedad de movimientos de impulso, movimientos EX, y más. También fue el primer videojuego de lucha en permitir el bloqueo aéreo. No resultó tan exitoso en Estados Unidos como Street Fighter, pero fue muy conocido en Japón.

## Títulos
Primero se muestra el título de Estados Unidos, luego el de Japón, seguido del año de lanzamiento.
- Darkstalkers: The Night Warriors / Vampire: The Night Warriors (1994)
  - "La Tierra está a punto de ser invadida por un alienígena, para conquistarla y convertirla en un anillo de poder. Así que, las criaturas míticas deben derrotarlo para salvar al mundo."
  - Son diez personajes elegibles, más dos personajes jefes no escogibles. Cada personaje tiene su país de origen, como en Super Street Fighter II Turbo.
  - El 29 de noviembre de 2011 fue puesto en PlayStation Network como un "PsOne Classic"
- Night Warriors: Darkstalkers' Revenge / Vampire Hunter: Darkstalkers' Revenge (1995)
  - Regresan los mismos personajes, además de dos personajes nuevos, y la posibilidad de elección de jefes, dando un total de 14 personajes.

- Darkstalkers: Jedah's Damnation / Vampire Savior: The Lord of Vampire (1997)
  - "El malvado señor de los demonios quiere destruir el mundo demonio y humano para crear nueva vida, así que las criaturas se enfrentan a un nuevo ser para evitar su cometido"
  - Llegan los mismos Diez personajes que en el primer título, incluyendo uno de los personajes del segundo, y cuatro nuevos personajes más; sin embargo, este segundo personaje y los jefes fueron eliminados.
  - En la versión para PlayStation se le conoce como Darkstalkers 3.

- Vampire Savior 2 (1997, sólo en Japón)
  - Casi idéntico a Vampire Savior, a excepción de cambios menores, y el reemplazo de tres personajes por los que habían sido eliminados.

- Vampire Hunter 2 (1997, sólo en Japón)
  - Lanzado el mismo día que Vampire Savior 2. Algo parecido, pero con los mismos personajes que en Night Warriors.

- Vampire Chronicle for Matching Service (2000, sólo en Japón)
  - Sólo salió para la consola Sega Dreamcast. Incluye a todos los personajes de las series.

- Vampire: Darkstalkers Collection (2005, sólo en Japón)
  - Salió para la PlayStation 2. Incluyen todos los juegos previamente mencionados, excepto el de Dreamcast.

- Darkstalkers Chronicle: The Chaos Tower / Vampire Chronicle: The Chaos Tower (2005)
  - Salió para la PSP. Es un port de Vampire Chronicle for Matching Service que salió para la Sega Dreamcast.

- Darkstalkers Resurrection (2013)
  - Compilado que incluye Night Warriors / Vampire Hunter y Vampire Savior / Darkstalkers 3, disponible en PlayStation Network y Xbox Live

## Personajes
Los personajes están ordenados por cada juego en orden, seguido de su "raza" y su lugar de origen.
En algunos casos se mostrará su nombre de Japón en segundo lugar. Algunos de sus personajes más conocidos son: Demitri Maximoff, Hsien-Ko (conocido en China como Lei-Lei), Morrigan Aensland o Felicia.

### Darkstalkers
Personajes elegibles por el jugador:
Demitri Maximoff
(Vampiro, originario de Rumania)
En lo profundo de las montañas de Rumania se encuentra un castillo que solo aparece cuando hay luna llena. El castillo lleva el nombre del propietario, Zeltzereich.
Este castillo pertenece a un noble Makai, Demitri Maximoff, que aproximadamente 100 años atrás había desafiado a Belial Aensland, Demitri pierde la batalla y es exiliado del Makai al mundo humano junto con su castillo.
Con el fin de evitar la luz del sol y a los seres humanos, Demitri crea un campo para cubrir a su castillo y recuperar poco a poco su fuerza, por lo que durante 50 años se aísla en su ataúd.
Para aquel entonces ya había humanos que deambulaban por el castillo en busca de tesoros; equipados con cruces, estacas, ajo, agua bendita y balas de plata pensando que así evitarían el ataque del vampiro. Pero todos estos artilugios no funcionaron ante Demitri, por lo que aquellos humanos fueron convertidos en sirvientes.
Cuando Demitri recupera el 80% de sus energías, puede crear un aura a su alrededor para protegerse del sol.
El Príncipe de las Tinieblas se prepara para hacerse cargo del Makai, pero justo en ese momento Pyron invade la Tierra. Cuando termina la amenaza de Pyron, Demitri regresa al Makai para vengarse de Belial, pero se encuentra con que este había muerto hace tiempo, y que su hija Morrigan hereda la gobernación del Makai. Demitri se prepara para atacar a Morrigan, pero en ese momento él y su castillo son absorbidos por el Majigen, así que Demitri parte para enfrentarse a Jedah.
John Talbain / Gallon
(Hombre Lobo, originario de Inglaterra)
La familia Kreutz es una de las siete familias nobles del Makai. El actual líder es Xell, que comanda un grupo organizado que cumple órdenes bajo una disciplina estricta.
Baraba Kreutz, llamado el Señor Lobo, es uno de los líderes de los guardias reales de la familia Kreutz. Hace 20 años había vagado por el mundo humano y conocido a una mujer, pero había olvidado todos sus recuerdos de aquel mundo.
Cuando Baraba regresa al Makai, desempeña un papel activo como luchador de los Kreutz. Pero 10 años antes, desapareció del Makai y pese a que Xell lo buscó incansablemente, nunca lo encontró. Algunos dicen que Baraba regresó al mundo humano para volver a verse con la mujer que había conocido, pero nunca se supo de él.
La madre de John muere después de dar a luz, y John nunca conoció a su padre. Más tarde, él descubre que es un Darkstalker, cosa que le cuesta aceptar, por esta razón evita a los humanos.
Después de la lucha ante Pyron, gracias a los poderes del invasor de Hellstorm, logra recuperar su forma humana, pero solo por poco tiempo, y se da cuenta de que su voluntad no puede cambiar el destino.
Durante las batallas en el Majigen, se enfrenta cara a cara con su lado oscuro. Después de los acontecimientos de Darkstalkters 3, John vive como un ermitaño, en un paradero desconocido, tratando de buscarle un sentido a su maldición, en un bar desconocido conoce a Felicia, una Catgirl de la cuál se hace amigo y jura protegerla de todo mal.
Victor von Gerdenheim
(Monstruo Frankenstein, originario de Alemania)
Victor y su hermana Emily eran las creaciones finales y mayores de su fabricante, el científico loco Schloss von Gerdenheim. Después de la muerte de su "padre", Victor al parecer no tenía nada más para hacer, entonces él vagó del castillo para hacer una audición para el papel de un "Fortachón" de gran tamaño en un videojuego de peleas 2-D llamado Darkstalkers. Su historia es replanteada un poco después en Vampire Savior: cuando la querida Emily de repente deja de funcionar, Victor se embarca en el reino de Jedah para encontrar un modo de restaurarla.
Lord Rapter -o Raptor- / Zabel Zarock
(Zombie o Ghoul, originario de Australia)
Lord Raptor, conocido como Zabel Zarock en Oriente, era una carismática y joven estrella de rock, maestro en la guitarra y conocido como el Dios del Metal. Era desconocido hasta la salida de su primer disco, y la salida del segundo lo haría famoso en toda Australia.
Lord Raptor muere en su última actuación en vivo, pero el Emperador Ozomu ve que en él había mucha hambre de poder, razón por la que lo resucita como un zombi. Raptor pasaría a trabajar para Ozomu, con la promesa de obtener más poder, y de paso, planear el asesinato de Ozomu y gobernar el Makai. Ozomu sabe sobre los planes de Raptor, por esa razón envía a una pequeña rana llamada Malta para que vigile a Raptor.
Cuando Ozomu desaparece (a manos de Jedah), Raptor se dirige al castillo de Ozomu, perteneciente a los Dohma, y encuentra la entrada al Majigen. Raptor entra al Majigen con la intención de matar a su creador y hacerse con todo el poder.
Morrigan Aensland
(Súcubo, originaria de Escocia)
Morrigan, nacida en 1678 en Escocia, fue elegida por Belial, de la familia Aensland, para gobernar el Makai cuando este muriera. Ella es una poderosa súcubo, de clase S, por esta razón Belial separa sus poderes en tres partes, una residiría en el mismo Belial, otra parte en Morrigan, y la última en una zona sellada. Morrigan nunca supo de esto, ni siquiera que sus poderes de la zona sellada fueran a materializarse y cobrar vida como Lilith.
Ella se aburría muchas veces en su castillo, el Castillo Aensland, por lo que frecuentaba el mundo humano para buscar otra clase de entretenimientos y diversiones, hasta que un día, siente una extraña energía invadir el mundo humano (Pyron), por lo que decide visitar el mundo de los humanos una vez más.
Después de la muerte de su padre adoptivo, ella debe gobernar el Makai, pero siempre evita sus responsabilidades y sigue su vida como antes, un día conoce a Felicia en un callejón, bajo una fuerte lluvia siendo atacada por cuatro individuos. Entonces aparece Morrigan para defenderla, después de derrotar a los cuatro agresores, Morrigan la lleva a su castillo para que descanse.
Por último, cuando conoce a Lilith, ambas se unen.
Anakaris
(Momia, originario de Egipto)
Previendo su muerte y renacimiento, Anakaris crea una pirámide y un lugar para su resurrección. 5000 años después resucita justo cuando Pyron amenaza el planeta Tierra. Con el fin de la guerra ante Pyron, su reino, de un enorme poder comparado con otros, viaja 5000 años en el tiempo. Cuando su reino llega a ser amenazado, Anakaris decide adoptar la forma de momia y participar de la batalla para proteger a su pueblo y trasladarlo a otra dimensión.
Después de la batalla ante otros Darkstalkers, viaja 5000 años atrás en el tiempo para defender nuevamente a su reino una vez más. Después de derrotar a los invasores, Anakaris decide conquistar a todos sus enemigos vencidos. Una vez salvado su reino, escucha una voz pidiendo ayuda desde el futuro, así que viaja a la actualidad y entra en el Majigen. Durante las batallas dentro del Majigen, aprende que la destrucción de su pueblo es inevitable, así que para salvar a su gente, vuelve al pasado y transporta a su reino debajo de la Tierra, en una nueva dimensión para estar a salvo de las guerras que se produzcan en la Tierra.
Felicia
("Bakeneko" o "Catgirl", originaria de Nevada- Estados Unidos, aquí mencionado como América)
Felicia fue adoptada cuándo sólo era una gatita por una monja católica llamada Rose. Cuando Rose muere, Felicia deja su pueblo con la esperanza de ser una estrella musical, durante muchos de sus viajes conoce a otras Catgirls (seres de su misma especie), y juntos, parten a realizar sus sueños.
Finalmente, ella y sus amigos tienen una obra musical, en donde Felicia es la principal estrella.
En los eventos de Darkstalkers 3, ella se pregunta como podría hacer feliz a los demás, así que se convierte en monja y funda un orfanato llamado Felicity House. En sus aventuras en otras multimedias basadas en los videojuegos, Felicia se dirige a un bar desconocido y ahí conoce a John Talbain que se hace amigo de ella y jura protegerla. Cuando ella se retira, aparecen cuatro tipos malvados (seguidores de Demitri Maximoff), ésta corre y queda atrapada en un callejón, pero por sorpresa aparece Morrigan para defenderla.
Bishamon
(Tsukumogami que habita en una armadura hechizada, originario de Japón)
Cuando Bishamon estaba en una vieja tienda de antigüedades, encuentra una armadura y una espada. Bishamon pierde la conciencia y al despertar se da cuenta de que estaba en su casa, con la armadura y la espada a su lado, así que de inmediato vuelve a la tienda. Cuando llega y le explica la situación al dueño, este le responde que él lo había forzado violentamente para que le diera la armadura y la espada, pero Bishamon no se acordaba de nada, por lo que decidió omitir la experiencia vivida.
Su esposa Orin empezó a preocuparse al ver a Bishamon sentado frente a la armadura y espada durante días, y le pidió que dejara la armadura, aunque sin éxito.
Dos semanas más tarde, decide probarse la armadura. En el momento en que se vestía la armadura se da cuenta de su error y con sus últimas fuerzas le pide a su esposa que corra.
Bishamon se había convertido en un demonio lleno de odio y poder: vestido por Hannya, la armadura del odio, y Kien, la espada chupa sangre, comienza una indiscriminada matanza de seres humanos.
Cuando Bishamon pelea ante Pyron, este se separa de la armadura gracias a las fuerzas de Pyron.
Para compensar sus pecados, él y su esposa se convierten en monjes, llevando la paz a todo Japón.
Unos años después, en un templo antiguo encuentra unos escritos sobre una dimensión llamada Makai y dentro de esos escritos figuraban los dibujos que representan a la armadura, Hannya, y la espada Kien, y otras criaturas similares. Bishamon pensaba que otra persona descuidada como él podría aparecer de nuevo, por eso tenía que evitar que una tragedia similar ocurriera de nuevo.
Para ponerse en contacto con el Makai, se aísla en un monte y comienza a meditar. Cuando su fortaleza mental llega a su punto culminante, puede ver con los ojos de su corazón un mundo totalmente diferente.
Hannya y Kien habían comenzado su cruzada nuevamente, aunque sin un cuerpo humano, pero con un nuevo cuerpo formado por espíritus, así que se adentran al Majigen, en ese momento, Bishamon los encierra y los sella.
Después de estos acontecimientos Bishamon desaparece, pero Demitri lo trae de nuevo al mundo mortal a su servicio por toda la eternidad.
Rikuo / Aulbath
(Tritón, originario de Brasil)
Al parecer, el último miembro de su raza acuática, Rikuo (Aulbath en Japón) desesperadamente busca a través del mundo con las esperanzas de encontrar a una compañera para propagar de nuevo su especie, después de un largo tiempo Rikuo se rinde, un día ve al horizonte y conoce a Morrigan y a sus amigos, así que decide unirseles y ayudarlos en sus aventuras.
Sasquatch
(Pie Grande o Yeti, originario de Canadá)
Procedente de frío norte del Canadá, Sasquatch es un combatiente yeti que está siempre listo para lo que sea.
Personajes no elegibles (NPC's).
Huitzil / Phobos
(Robot azteca, originario de México)
Huitzil es uno de los muchos robots creados por Pyron que vinieron a la Tierra hace 65 millones de años. En el momento de su creación, a los robots Huitzil se les dio la orden de destruir toda la vida sobre el planeta Tierra. Después de la destrucción de los dinosaurios, ellos se escondieron en las profundidades de la tierra, sumiéndose en un largo sueño, hasta el año 520 d. C. en donde fueron encontrados por los Aztecas para ser utilizados con muchos fines, y más tarde ser puestos en las ruinas de Teotihuacán, para otra vez dormitar por un largo sueño.
Cuando su creador, Pyron, regresa a la Tierra, uno de los robots despierta para cumplir sus órdenes, aunque por razones del destino, el robot se hará amigo de un niño llamado Cecil. Huitzil es derrotado por Jedah, pero antes de su muerte, ordena a todos los robots Huitzil proteger a Cecil. Sin embargo uno decide buscar cual es su propósito y accidentalmente se encuentra con Morrigan Aensland. Entonces este decide proteger de todo mal a sus nuevos amigos.
Pyron
(Alienígena, originario del Planeta Hellstorm)
Pyron es un extraterrestre proveniente del planeta Hellstorm que tras evolucionar durante muchos años se convierte en un ser cósmico.
Ha estado buscando planetas para su propio consumo durante 200 millones de años, hasta que encuentra a la Tierra y trata de hacerla suya, pero es derrotado por Donovan.
Originalmente llegó a la Tierra hace 65 millones de años y creó el ejército de robots Huitzil, se desconoce la razón por la que Pyron no consumió a la Tierra en aquel entonces.

### Nightwarriors
Hsien-Ko / Lei-Lei
(Jiang Shi -cadáver saltarín-, originaria de China)
Hsien-Ko (Lei-Lei en China) nació alrededor del año 1730 con su hermana gemela Mei-Ling (Lin-Lin). Durante esos tiempos, fantasmas y espíritus de los muertos atacaron una aldea rural de China y su madre fue asesinada por un poderoso demonio, por esta razón, ella y su hermana deciden utilizar la técnica Tensei-no-Jutsu para salvarla, pero como esta técnica estaba prohibida utilizan otra, Igyo Tenshin no Jutsu.
Dicha técnica las convierte a ambas en un jiāngshī, un tipo de demonio chino con muchas habilidades sobrehumanas, así que ambas deciden rescatar a su madre del mundo de la oscuridad, pero para hacerlo necesitan la ayuda de algunos aliados. En la serie OVA se muestra que se encuentran con Donovan mal herido y Anita, deciden ayudarlos terminan siendo amigos y derrotando juntos a Pyron.
Donovan Baine
(Dhampiro -mitad humano, mitad maldita- cazador de vampiros, origen desconocido)
Su verdadero origen es desconocido, sin embargo se sabe que desde niño fue discriminado por su sangre. Un día, un terrible suceso lo cambiaría para siempre, ya que termina matando a todos los habitantes de su pueblo, incluida su madre, por ser manipulado por su parte demoníaca. Desde ese momento Donovan vaga por todo el mundo durante mucho tiempo, siguiendo las enseñanzas del budismo en un intento por controlar su enorme poder, así como su parte oscura.
A lo largo de sus viajes como un monje errante aprendió muchas cosas y encuentra una gigantesca espada mágica conocida como Dhylec. Esta espada tiene la habilidad de canalizar los espíritus de los diversos dioses elementales. Combinando su fuerza, disciplina mental y los poderes de Dhylec, Donovan se transforma en un Darkhunter para tratar de liberar al mundo del mal, pero se unió a Demitri por culpa de un control mental para obedecerlo, antes de eso sacrifica su humanidad para quitarle la maldición a Anita actualmente esta acompañándola como un espíritu teniendo en cuenta que en un futuro no muy lejano ella salvaría a la tierra y terminaría enfrentándose a su lado oscuro y el de su espada.
Aquí Huitzil y Pyron son elegibles.

### Vampire Savior
Baby Bonnie Hood / Bulleta
(Humana cazarrecompensas basada en Caperucita Roja, originaria del norte de Europa)
Baby Bonnie Hood, -conocida como Bulleta en Japón-, tiene la particularidad de ser un personaje diseñado por Yoshiki Okamoto.
Aunque Baby Bonnie Hood tenga una inocente apariencia y gran parecido a la popular Caperucita Roja, en realidad se trata de una Darkhunter psicópata y asesina que mata por dinero, totalmente la contraposición a otros Darkhunters como Donovan Baine y Hsien-Ko.
Al crear a Baby Bonnie Hood, Okamoto se inspiró en las aterradoras cualidades de la raza humana, ya que cuando el ser humano es movido por la codicia y la malicia, no puede ser comparado con los monstruos.
Como Darkhunter, Baby Bonnie Hood se encarga de cazar Darkstalker para seres humanos interesados por motivos científicos (se dice que es posible fabricar armas biológicas con la sangre u órganos de los Darkstalker) o simple curiosidad.
El corazón de Baby Bonnie Hood es tan oscuro que Jedah la considera digna de vivir en el Majigen.
Q Bee / Queen Bee
(Abeja de Alma", originaria de Makai)
Q-Bee proviene de una raza de abejas humanoides llamada Soul Bee, habitantes del Makai.
Q-Bee y su raza vivían en las tierras de la familia Dohma, hasta la muerte de Jedah, que es cuando sus hogares empezaron a deteriorarse y su raza casi se extingue.
Cuando Jedah revive y crea el Majigen, ella se dirige hacia ahí para recoger almas y así saciar el hambre de su raza y construir su territorio y servir a Demitri.
Lilith
(Desconocido, forma parte del alma de Morrigan)
Belial, gobernante del Makai, preveía que después de su muerte el Makai entraría en un delicado estado, para eso se necesitaría de otro ser tan poderoso como él para mantener el equilibrio del mundo de los demonios. Como no tendría un hijo legítimo hasta pasados 1200 años, eligió a la súcubo Morrigan como su heredera.
Como los poderes de Morrigan eran enormes, Belial decidió separar sus energías en tres partes, una residiría dentro del propio Belial, otra en Morrigan y la última en una zona sellada. Para cuando Belial muriera y Morrigan creciera, los poderes sellados en la zona oscura volverían a ella.
Cuando Belial muere, se suponía que los poderes sellados en el espacio creado por él volverían a Morrigan, pero esto no sucede, en cambio, esa energía empezó a tomar forma y cobro vida como Lilith, que empezó a desarrollar sus propias emociones.
Lilith se da cuenta de que forma parte de otro ser, y que no le queda mucho tiempo para volver a su dueña, caso contrario, desaparecerá. Jedah aprovechando la situación, manipula a Lilith para que atraiga a más Darkstalkers a su guarida, y al mismo tiempo, encontrar a Morrigan y convertirse en un sólo ser.
Jedah Dohma
(Salvador oscuro estilo Muerte, originario de Makai)
Jedah, de 6000 años, es el más joven de los Nobles Makai.
Consideraba que con Belial en lo más alto del poder, el Makai poco a poco iría a la ruina, por eso lo odiaba, y siempre estaba atento esperando por una oportunidad para matarlo.
Cuando Garunan, de la familia Bosital, muere, Jedah conoce a Ozomu, que se convierte en su confidente. Ozomu recomienda a Jedah a que abra todas las puertas del Makai, para que pueda devorar todas las almas y aumentar sus poderes, pero Ozomu escondía algo entre las mangas, y cuando Jedah las abre, empieza a absorber las almas, aunque el poder es tal que termina siendo destruido y Ozomu escapa. Esto significó para Ozomu hacerse con el castillo de Jedah y entronizarse como Emperador de la familia Dohma.
100 más tarde, Jedah es resucitado en el Makai y ve cómo los nobles pelean entre sí para hacerse con el control de un decadente mundo de los demonios, algo que angustia mucho a Jedah, así que se propone más que nunca a limpiar todas las almas.
Para ello visita a Ozomu, se hace con su alma y crea el Majigen, una nueva dimensión en donde solo pueden residir las almas dignas.
En este videojuego fueron eliminados Huitzil, Donovan y Pyron.

### Vampire Savior 2
Los mismos que en Vampire Savior, a excepción de que Talbain, Rikuo y Sasquatch.
fueron cambiados por los personajes mencionados arriba.

### Vampire Hunter 2
Los mismos que en Night Warriors, al estilo de Vampire Savior.

### Otros
Anita / Amanda
(Esper, origen desconocido)
No es un personaje disponible en la saga Darkstalkers, aunque se puede jugar con ella en el videojuego Marvel Super Heroes como personaje secreto. Quedó huérfana cuando sus padres fueron asesinados por demonios y evitada por el mundo debido a sus poderes psíquicos, por lo tanto, Anita ha cerrado sus emociones casi por completo.
Un día, en uno de sus muchos viajes, Donovan la encuentra. Ella era una huérfana que no mostraba emociones, y que era rechazada en su orfanato como una bruja por sus extraños poderes. Cuando Donovan la encontró por casualidad, ésta es atacada por un monstruo, pero Donovan la rescata y ve que ella no emite emociones. Los lugareños le explican que ella no emite emociones desde que su familia fue masacrada por un Darkstalker, así que Donovan intenta que ella trate de mostrar sentimientos cortando, con Dhylec, la cabeza de la muñeca de Anita. Ella reaccionó con ira, como Donovan había esperado, demostrando que ella no estaba profundamente anhedónica. Desde entonces ella ha acompañado a Donovan en sus viajes, usando sus poderes para detectar a demonios para que él los pueda matar luego. Más tarde, Jedah sugiere que Anita está destinada a ser la salvadora del mundo humano, lo que la convierte en la mayor amenaza a sus ambiciones.
Había al principio los proyectos para incluir a una Anita adulta en Vampire Savior, pero la idea fue descartada.
En la versión estadounidense del anime se cambió su nombre a Amanda.
Dee
(Dhampiro, origen desconocido)
Dee es un personaje oculto incluido en Darkstalkers Collection, y es el ser en el que Donovan está destinado a convertirse tras varios años, una vez concluida su tarea como Vampire Hunter. En el final de Donovan en Darkstalkers Revenge pueden verse ya los principios de su caída en la oscuridad, su lado vampírico y a una Anita mayor con un traje distinto. Con el paso del tiempo, Anita ya no está más con él, y finalmente, su ser se entrega a su lado oscuro por completo: el del vampiro. En su final vemos un intento de lucha contra una Anita adulta, que habría sido un interesante personaje nuevo.
Su nombre hace referencia a Vampire Hunter D.
Marionette
(Marioneta, origen desconocido)
Personaje secreto, que se puede utilizar apretando 7 veces el botón START sobre el ícono de selección aleatoria. De procedencia desconocida, esta Marioneta hace una copia exacta del oponente contra el que se ha de enfrentar. No tiene historia de trasfondo ni secuencia final propia.

## Animación
Darkstalkers no sólo tuvo éxito como videojuegos. En Japón, fueron lanzados artículos de anime como cómics y series de TV que son basados en el juego de Nightwarriors.
En 1997 MADHOUSE lanzó 4 OVAS basadas en aquel segundo videojuego, con el nombre de `[ヴァンパイアハンター] Night Warriors: Darkstalkers' Revenge, o con el título alterno Vampire Hunter - The Animated Series, Darkstalkers.